# كلاس أوومس
كلاس أوومس (بالهولندية: Klaas Ooms)‏ (مواليد 9 يونيو 1917) هو لاعب كرة قدم. يلعب مع منتخب هولندا لكرة القدم. سبق له أن لعب في كأس العالم لكرة القدم مع منتخب بلاده.

## روابط خارجية
- كلاس أوومس على موقع الاتحاد الدولي (مؤرشف)  (الإنجليزية)
- كلاس أوومس على موقع Soccerway.com (الإنجليزية)
- كلاس أوومس على موقع عالم كرة القدم.نت (الإنجليزية)